# Tama Tonga
Alipate Aloisio Leone (Nucualofa, 15 de outubro de 1982), mais conhecido por seu nome de ringue Tama Tonga (em japonês: タマ・トンガ), é um lutador de luta livre profissional tonga-americano. Ele trabalha atualmente para a WWE, onde atua na marca SmackDown como membro da The Bloodline, tendo sido uma vez campeão de duplas da WWE com Tonga Loa. Ele é sobrinho e filho adotivo do lutador profissional Haku.
De 2010 a 2024, ele esteve na New Japan Pro-Wrestling (NJPW), onde foi membro fundador do Bullet Club ao lado de Bad Luck Fale, Karl Anderson e Prince Devitt. Também foi membro fundador do Guerrillas of Destiny (G.O.D.) junto com seu irmão Tanga Loa. Os Guerrillas of Destiny ganharam o IWGP Tag Team Championship sete vezes, a edição de 2020 do World Tag League e, devido à colaboração entre a NJPW e a Ring of Honor, o Campeonato Mundial de Duplas da ROH.
Como lutador individual, Tonga conquistou o NEVER Openweight Championship quatro vezes. Ele também trabalhou com a promoção parceira da NJPW no México, o Consejo Mundial de Lucha Libre (CMLL), onde foi campeão de duplas do CMLL duas vezes.
Na edição de 12 de abril de 2024 do SmackDown, Tonga fez sua estreia na WWE como membro da Bloodline.

## Início de vida
Leone e seu irmão mais novo, Taula, foram adotados por sua tia materna e seu marido, o lutador profissional Tonga Fifita – mais conhecido como Haku ou Meng – durante uma visita à sua ilha natal, Tonga, em 1991. Eles foram levados de volta para Poinciana, Flórida, onde cresceram com seu primo biológico e irmão adotivo, o lutador profissional Tevita, e sua irmã mais velha, Vika.
Após se formar na Poinciana High School, ele ingressou na Força Aérea dos Estados Unidos e foi designado para a Whiteman Air Force Base, onde serviu por seis anos como mecânico do B-2 Spirit. Ao mesmo tempo, seu irmão Tevita jogava futebol universitário pelos UTEP Miners. Durante uma ligação em 2004, eles decidiram que se tornariam lutadores profissionais assim que terminassem suas respectivas obrigações três anos depois.

## Carreira na luta profissional

### Treinamento e início de carreira (2008–2010)
Em janeiro de 2008, os irmãos procuraram os Dudley Boyz para usar o ringue que tinham na escola de treinamento Team 3D Academy of Professional Wrestling and Sports Entertainment, localizada em Kissimmee, Flórida. Na época, eles não se juntaram à escola, pois estavam sendo treinados diretamente por seu pai e Ricky Santana, um amigo da família. Para praticar com mais frequência, eventualmente se juntaram à academia propriamente dita e foram parcialmente treinados por Bubba Ray Dudley e D-Von Dudley.
Os irmãos fizeram sua estreia profissional em novembro de 2008, lutando como uma equipe sob o nome The Sons of Tonga (referência ao pai deles) na Southern Championship Wrestling (Flórida). Eles continuaram lutando sob o mesmo nome na World Xtreme Wrestling (WXW) e na World Wrestling Council (WWC) de Porto Rico até o início de 2009. Também em novembro de 2008, participaram de um acampamento de testes da WWE e, dois meses depois, foram informados de que Tevita receberia uma oferta de contrato da empresa (ele mais tarde apareceria na televisão como Camacho), enquanto Alipate não seria contratado.
Alipate continuou lutando como Kava na WXW durante o ano, conquistando o WXW Television Championship em 20 de junho de 2009, embora tenha perdido o título no mesmo dia. No início de 2010, ele retornou a WWC, primeiro como lutador individual com o apelido King Tonga Jr. (seu pai também havia lutado em Porto Rico como King Tonga). Mais tarde, formou uma dupla com Idol Stevens, sendo anunciados como The New American Family, e conquistaram brevemente o WWC World Tag Team Championship.

### WWE (2024–presente)
Na edição pós-WrestleMania XL do SmackDown, em 12 de abril de 2024, Tonga fez sua estreia na WWE como vilão, atacando Jimmy Uso e sendo integrado ao grupo The Bloodline. Em seguida, The Bloodline iniciou uma rivalidade com Kevin Owens, atacando-o na semana seguinte no SmackDown e novamente no episódio de 26 de abril, antes de Randy Orton intervir. Como parte do grupo, Tonga também recebeu o apelido de "MFT" (abreviação de "Mother F'n Tonga"). Mais tarde naquela noite, foi anunciado que Orton e Owens enfrentariam The Bloodline (Sikoa e Tonga) em uma luta de duplas no Backlash France, marcando a estreia de Tonga no ringue na WWE. No evento, The Bloodline venceu a luta após a interferência do irmão de Tonga, Tonga Loa, que fez o seu retorno e se juntou ao grupo. No episódio de 10 de maio do SmackDown, Tonga derrotou Angelo Dawkins na primeira rodada do torneio King of the Ring. Na semana seguinte, ele venceu LA Knight nas quartas de final, mas perdeu para Orton nas semifinais, marcando sua primeira derrota por pinfall na WWE. No Money in the Bank, em 6 de julho, Tonga, junto com Sikoa e o estreante Jacob Fatu, derrotou Cody Rhodes, Orton e Owens em uma luta de trios, com Sikoa fazendo o pinfall em Rhodes. No evento principal do episódio de 2 de agosto do SmackDown, na véspera do SummerSlam, Tonga e Fatu derrotaram DIY (Johnny Gargano e Tommaso Ciampa) para conquistar o Campeonato de Duplas da WWE, marcando a primeira conquista de título de Tonga na WWE.

## Vida pessoal
Leone é primo de Simi Taitoko ("Toks") Fale, ambos tendo passado suas infâncias em Muʻa, Tonga, sem se conhecerem. Eles estavam no dojo da NJPW ao mesmo tempo e perceberam que eram parentes quando um familiar comentou sobre uma foto que Fale havia postado nas redes sociais.
Além de seu primo biológico, irmão adotivo e parceiro de longa data Tevita Fifita (mais conhecido sob o nome de ringue Tanga Loa), Leone tem um irmão biológico mais novo, Taula Koloamatangi, que é mais conhecido por seu tempo na New Japan Pro-Wrestling (NJPW) sob o nome de Hikuleo.
Leone também é sobrinho e filho adotivo do lutador profissional Tonga Fifita, mais conhecido como Haku e Meng.
Ele atuou ao lado de todos os mencionados como membro do Bullet Club (todos), dos Guerrillas of Destiny (seus irmãos) e atualmente da The Bloodline (Tevita).

## Títulos e prêmios
- Consejo Mundial de Lucha Libre

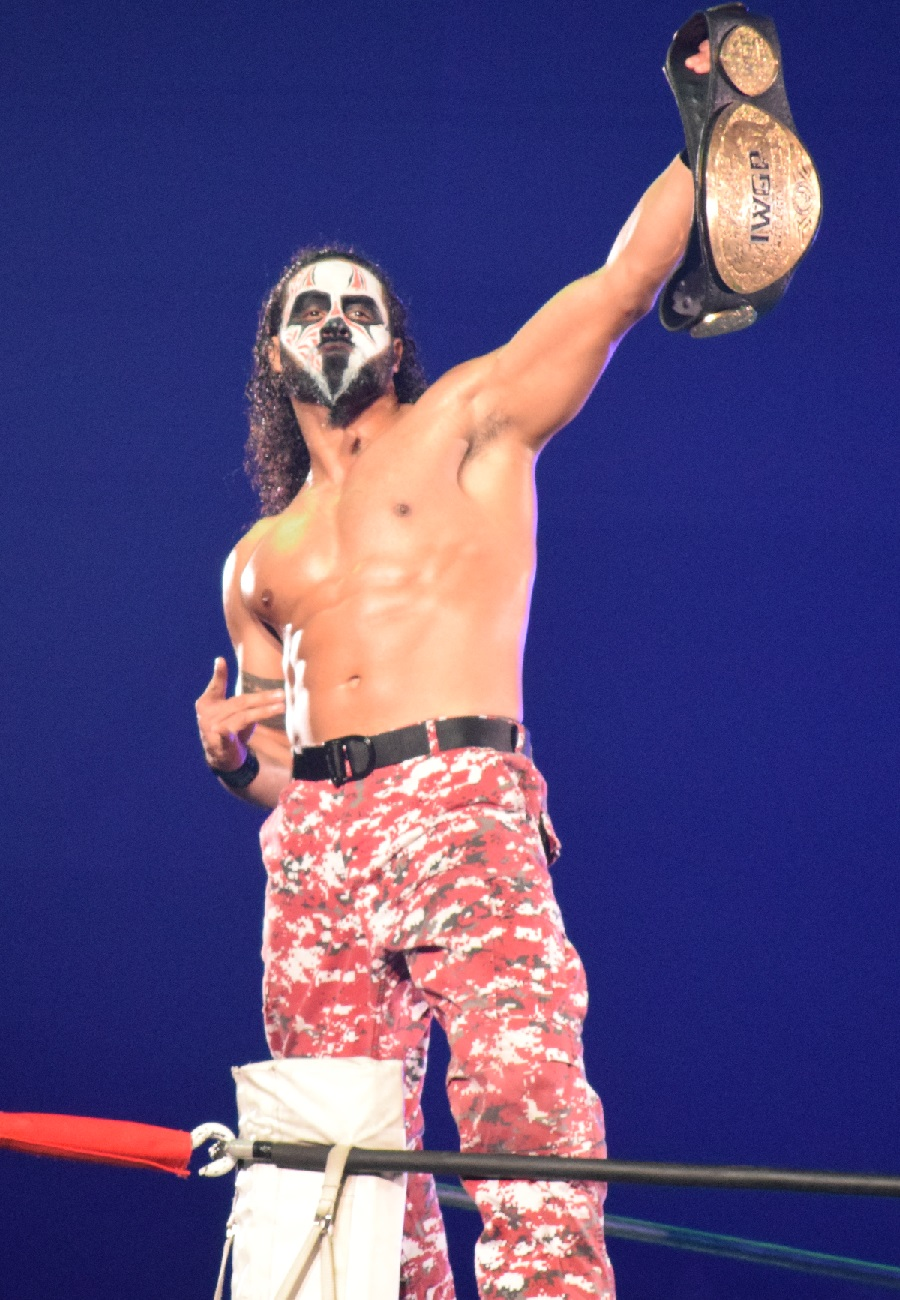
Tonga como um dos detentores do IWGP Tag Team Championship em novembro de 2016.

  - CMLL World Tag Team Championship (2 vezes) – com El Terrible (1)[24] e Rey Bucanero (1)[25]
- Jersey Championship Wrestling
  - JCW Championship (1 vez)[26]
- New Japan Pro-Wrestling
  - IWGP Tag Team Championship (7 vezes) – com Tanga Loa[27][28][29]
  - NEVER Openweight Championship (4 vezes)[30]
  - NEVER Openweight 6-Man Tag Team Championship (4 vezes) – com Bad Luck Fale e Yujiro Takahashi (1),[31] Bad Luck Fale e Tanga Loa (2), Taiji Ishimori e Tanga Loa (1)[32]
  - World Tag League (2020) – com Tanga Loa
- Peachstate Wrestling Alliance
  - PWA Heritage Championship (1 vez)[33]
- Pro Wrestling Illustrated
  - PWI o colocou na #94ª posição dos 500 melhores lutadores individuais em 2019[34]
  - PWI o colocou na #6ª posição no PWI Tag Team 50 em 2020 com Tanga Loa[35]
- Ring of Honor
  - Campeonato Mundial de Duplas da ROH (1 vez) – com Tanga Loa
- World Wrestling Council
  - WWC World Tag Team Championship (1 vez) – com Idol Stevens
- World Xtreme Wrestling
  - WXW Television Championship (1 vez)[36]
- WrestleCircus
  - WC Big Top Tag Team Championship (1 vez) – com Tanga Loa[37][38][39]
- WWE
  - Campeonato de Duplas da WWE (1 vez) – com Jacob Fatu / Tonga Loa[22]